# Amputoearinus planusfunditus
Amputoearinus planusfunditus är en stekelart som beskrevs av Lindsay och Michael J. Sharkey 2006. Amputoearinus planusfunditus ingår i släktet Amputoearinus och familjen bracksteklar. Inga underarter finns listade i Catalogue of Life.